# Ксенобиологија
Ксенобиологија (од грчке речи ξενος, што значи странац или гост) једно је од истраживачких подручја у оквиру синтетичке биологије, које проучава и истражује могућности синтезе и манипулације биолошким компонентама и системимима. Она је по својој суштини облик биологије, још увек недовољно непознат науци, јер описује биохемијска особине система који не постоје у органској природи. У пракси то значи да она истражује функционисање одређених система у односу на основне хемијске структуре или елементе (нпр ДНК-РНК - 20 канонских амино киселина) које су познате из „класичне” централне догме из области молекуларне биологије. На пример, уместо да проучава ДНК и РНК, ксенобиологија истражује аналоге нуклеинских киселина, тзв. ксенонуклеинске киселине као носиоце информација. Такође она се бави и проширењем или експанзијом генетичког кода, као и уградњом неканонских или непротеиногених аминокиселина у протеине.

## Порекло термина ксенобиологија
Термин ксенобиологија („биологија странаца“) скован је у 1954 од стране писца научне фантастике Роберт Хајнлајна у његовом делу „Звезда звер“.
Данас се термин ксенобиологија користи у више специјализованом смислу да означи, биологију страних хемијских елемената, било да су они ванземаљски или земаљски (евентуално синтетичког порекла). Пошто су алтернативни аналози хемије неки животни процеси створени у лабораторији, за ксенобиологију се може рећи да је то заправо њен главни предмет истраживања.

## Разлике између ксенобиологије, егзобиологије и астробиологије
Ако пођемо од чињенице да астро значи звезда а еко значи споља, и егзобиологија и астробиологија траже живот који је еволуирало негде у свемиру углавном на другим планетама у првом реду онима у Голдилоцковим зонама или зонама прикладним за насељавање и становање.
И док се астробиолози баве откривањем и анализом (хипотетички) постојећег живота негде изван Земље у свемиру, ксенобиологија покушава осмислити облике живота са другачијим хемијским основама или генетичким кодовима од оних које познајемо на планети Земљи.

## Циљеви ксенобиологије
Главни циљеви ксенобиологиј су:
- Продубљивање темељих знања о биологији и пореклу живота, и стицање неких темељно нових сазнања по тим питањима. Како би боље разумели порекло живота, потребно је знати зашто су се ране животне форме развиле баш из РНК света све до ДНА - РНА - протеинских система и како је успостављен (скоро) универзални генетички код.[6] Је ли то био еволуцијски „случај” или „удес” или можда постоје нужна ограничења која не дозвољавају друге врсте хемија од оних које познајемо? Тестирањем алтернативне биохемијске „примордијалне супе”, очекује се како боље разумевање хемијских начела која су уграђена у живот каквог тренутно познајемо.
- Стварање практичних потенцијала за развој индустријских производних система са новим могућностима нпр. инжињерства бољег и ефикаснијег и биотехнолошке синтезе разних полимера или дизајн отпорности патогена. Најбољи пример који илуструје те могућности јесте инжињерство генетичког кода. У свим живим бићима протеини су изграђени од 20 канонских аминокиселина „прописаних” генетичким кодом. У ретким случајевима, транслацијски апарат неких организама уграђује у поједине протеине и специјалне аминокиселине као што су селеноцистеин, пиролизин и селенометионин.[7] Такође познато је и преко 300 природних непротеиногених амино киселина изолованих махом из разних биљака, бактерија и квасаца, не рачунајући ту и оне које су антропогено настале у разним лабораторијама у последњих стотинак година. Природне и вештачке непротеиногене аминокиселине називамо заједничким именом - „неканонске аминокиселине” (nkAK). Ако би били у стању „убацити” неке од тих nkAK у протеинску синтезу - лако је предвидети како би се својства синтетизираних протеина могла и радикално променити и довести до нпр. ефикасније катализе или нових материјалних функција.
- Нуђење могућности имплементације посебног система генетичке безбедности стварањем вештачке генетичке баријере - генетичке ограде. Ради се о идеји да се изгради једна врста затворености или „зида” који би онемогућио измену генетичких информација између КСБ-ћелија и ћелија живог света. Један од главних проблема традиционалне генске технике (нпр ГМО) и молекуларне биотехнологије јесте „генетичка контаминација” узрокована хоризонталним преносом гена (јер су сва жива бића базирана на истој темељној хемији и генетици!) - што може представљати могући ризик и за околину и за здравље људи. У томе контексту, једна од важних идеја у КСБ јест створити алтернативне генетичке кодове и биохемијске циклусе, тако да би хоризонтални пренос гена био отежан па чак и онемогућен (а тиме и сама „генетичка контаминација”). Осим тога, алтернативни биохемијски циклуси би такође требало омогућити стварање нових синтетичких ауксотрофија - као додатне компоненте биолошке безбедности. У основи је идеја да се створи ортогонални биолошки систем који би био инкомпатибилан са природним генетичким системима.[8]